# Derenzo
Derenzo Loyd Sumter (Amsterdam, 16 juli 1983) is een Nederlandse r&b-zanger. Hij is bekend geworden door de single Fissa met Yes-R. Tevens is hij bekend als acteur in de film Bolletjes Blues als Melvin. Zijn stem wordt vaak vergeleken met de stem van zanger Brace.

## Levensloop
Derenzo is afkomstig uit een muzikale familie van 8 kinderen. Hij wilde al op jonge leeftijd zanger worden. Zijn idolen zijn Michael Jackson, Mariah Carey en Stevie Wonder. In 1999 ging Derenzo in verschillende zang/rapgroepen. Deze groepen waren weinig succesvol en Derenzo ging verder als soloartiest. In 2001 deed Derenzo mee aan een project en toerde door het hele land met artiesten zoals Gio, Brace, Lange Frans & Baas B, Brutus en vele andere. In 2002-2003 deed Derenzo mee aan het tv-programma Idols maar hij kwam helaas niet verder dan de auditie ronde. In 2005 kwam zijn eerste single Fissa met Yes-R. In 2006 verscheen hij in de film Bolletjes Blues als Melvin samen met bekenden artiesten zoals Negativ, Kimo, SugaCane en Mr Probz. Derenzo heeft ook meegewerkt aan de titelsong van de film Welkom in ons leven samen met rappers die ook in de film spelen. In hetzelfde jaar kwam de single Het Lot met Soesi B en Lady Di. In februari 2007 tekende hij een platencontract bij CNR Records. In juni 2008 kwam de single Kung Fu Fighting met DJ Nicky. Dit is de titelsong van de Nederlandse versie van de Dreamworks-animatiefilm Kung Fu Panda. In januari 2009 ging Derenzo weg bij CNR Records en tekende hij bij Mandy Records. Daarna had hij een samenwerking met Dicecream met de single Niemand Doet Als Zij. In juni 2009 kwam hij met de single Boem Boem. In januari 2010 verscheen Derenzo met het nummer Verliefd. Hij is nu bezig met zijn debuutalbum.

## Discografie

### Singles
| Single met eventuele hitnotering(en) in de Nederlandse Top 40 | Datum van verschijnen | Datum van binnenkomst | Hoogste positie | Aantal weken | Opmerkingen                                          |
| ------------------------------------------------------------- | --------------------- | --------------------- | --------------- | ------------ | ---------------------------------------------------- |
| Fissa                                                         | 2005                  | 03-09-2005            | tip2            | -            | met Yes-R / Nr. 32 in de Single Top 100              |
| Welkom in ons Leven                                           | 2006                  | 04-03-2006            | 46              | 5            | met Negativ, Raymzter, Mr. Probz en Kimo             |
| Het Lot                                                       | 2006                  | -                     | -               | -            | met Soesi B en Lady Di / Nr. 49 in de Single Top 100 |
| Kung Fu Fighting                                              | 2008                  | -                     | -               | -            | met DJ Nicky                                         |
| Niemand doet als zij                                          | 2009                  | 07-03-2009            | tip15           | -            | met Dicecream                                        |
| Boem Boem                                                     | 2009                  | -                     | -               | -            |                                                      |
| Verliefd                                                      | 2010                  | -                     | -               | -            |                                                      |